# 鳥之石楠船神
鳥之石楠船神（とりのいわくすふね の かみ）或天鳥船神（あまのとりふね の かみ）
為《古事記》裡的記述，祂是日本神話裡神祇，而《日本書紀》則另外提到熊野諸手船、鳥磐櫲樟橡船等。

## 概要

### 日本書紀之記載
照《日本書紀》卷第一之記載，第二種說法謂日、月二神既生，次生蛭兒。此兒年滿三歲，脚尚不立。伊弉諾尊和伊弉冉尊巡柱時，後者說：「應該是違反陰陽之理，所以才生下蛭兒。」次生素戔嗚尊，此神性惡，常好哭恚，國民多死，青山枯萎。故其父母勅曰：「假使讓祢治此國，必多所殘傷，所以祢可以去統治極遠之根國（亦即黃泉之國）。」次生鳥磐櫲樟橡船，便以此船載蛭兒順流放棄。次生火神軻遇突智時，伊弉冉尊卻被軻遇突智燒焦而亡。
後來武甕槌神和經津主神奉高皇產靈尊之命下降葦原中國，拔出十握劍詢問大己貴神，後者卻說要問其子事代主神神的意見。事代主神在出雲國三穗之碕，以釣魚、游鳥為樂，故遣使者稻背脛乘坐熊野諸手船（亦名天鴿船）前往詢問之。

### 古事記之記載
依據《古事記》上卷的記錄，伊邪那岐命和伊邪那美命生下風神志那都比古後，又生下了木神久久能智；隨後出生的是山神大山津見和野神鹿屋野比賣神（亦名謂野椎神）。次段則提到，大山津見及鹿屋野比賣神之間產下四組子神：天之狹土神與國之狹土神、天之狹霧神與國之狹霧神、天之闇戶神與國之闇戶神、大戶惑子神與大戶惑女神等。而伊邪那岐命和伊邪那美命復生下鳥之石楠船神，亦名天鳥船。次生大宜都比賣神以及火之夜藝速男神，又名火之炫毘古神、火之迦具土神。
後來天照大神在高天原任命其子天忍穗耳命為葦原中國的統治者，然而天忍穗耳命在天之浮橋上觀看下界的情景，發現葦原中國正處於大騷亂時期，返回高天原向天照大神報告。天照大神先後命令天菩比神、天若日子等神前往召諭統治葦原中國的國神大國主神交出政權，但都失敗了，最終天照大神派遣建御雷前往召諭大國主神。建御雷與天鳥船神降到出雲國伊那佐之小濱，拔出十掬劍，問大國主神是否願意交出國家。大國主神其子事代主神神代其回答。事代主神同意了，隨即隱入水中。

## 解說
依照神名「鳥之石楠船」解釋，指的是用宛如石頭般堅固的樟木製造的船，行駛的速度就像水鳥一樣快。所以該神祇即為船神，掌管海上運輸之事。
位於島根縣松江市美保關町的美保神社裡有兩艘「諸手船」，屬於國指定重要有形民俗文化財產，即是源自《日本書紀》之記載。源於大國主神之子事代主神讓國的神話故事，每年12月該神社都會舉辦「諸手船神事（もろたぶねしんじ）」的慶典活動。

## 信仰
在日本供奉鳥之石楠船神的神社主要計有下列：
- 神崎神社（千葉縣香取郡神崎町）
- 隅田川神社（東京都墨田區）
- 大鷲神社（神奈川縣橫濱市南區）
- 石船神社（茨城縣東茨城郡城里町）
- 息栖神社（茨城縣神栖市）

## 內部連結
- 建御雷